# Oude Kwens
De Kwens of Oude Kwens is een voormalig veenriviertje ten zuiden van Ten Boer in de Nederlandse provincie Groningen. De Kwens mondde uit in de Kleisloot.
De bovenloop van de Oude Kwens vormde vanouds de scheiding tussen enerzijds de kerspelen Garmerwolde en Slochteren, anderzijds Ten Boer en tevens tussen de buurtschappen Heidenschap en Blokum tegenover Bouwerschap. Oorspronkelijk diende het het watertje mogelijk als uitwatering voor de Waterlozing in de Kloostermolenpolder.
Rond 1750 waterde de Oude Kwens uit in het Damsterdiep, zoals blijkt uit enkele kaarten van Theodorus Beckeringh.
De naam Kwens kan op verschillende manieren verklaard worden: als een 'kwijnend water', 'kwelwater', 'kwaad' of 'vuil water', het 'water bij de nederzetting van de familie *Kwedula' of 'kolkend water'.